# Dicranomyia (Dicranomyia) ravana
Dicranomyia (Dicranomyia) ravana is een tweevleugelige uit de familie steltmuggen (Limoniidae). De soort komt voor in het Oriëntaals gebied.